# Orani Tempesta
Orani João Tempesta O.Cist. (São José do Rio Pardo, 23 juni 1950) is een Braziliaans geestelijke en een kardinaal van de Rooms-Katholieke Kerk.
Tempesta trad op 2 februari 1969 in bij de orde der Cisterciënzers. Hij werd op 7 december 1974 priester gewijd. Op 26 februari 1997 werd hij benoemd tot bisschop van São José do Rio Preto; zijn bisschopswijding vond plaats op 25 april 1997. Van 1999 tot 2002 was hij tevens apostolisch administrator van de territoriale abdij van Claraval.
Tempesta werd op 13 oktober 2004 benoemd tot aartsbisschop van Belém do Pará. Op 27 februari 2009 volgde zijn benoeming tot aartsbisschop van São Sebastião do Rio de Janeiro als opvolger van Eusébio Scheid, die met emeritaat was gegaan.
Tempesta werd tijdens het consistorie van 22 februari 2014 kardinaal gecreëerd.  Hij kreeg de rang van kardinaal-priester. Zijn titelkerk werd de Santa Maria Madre della Providenza a Monte Verde.
- Virtual International Authority File: 315721802